# Leiodes furva
Leiodes furva är en skalbaggsart som först beskrevs av Wilhelm Ferdinand Erichson 1845.  Leiodes furva ingår i släktet Liodes, och familjen mycelbaggar. Enligt den finländska rödlistan är arten nära hotad i Finland. Arten är reproducerande i Sverige. Artens livsmiljö är torra gräsmarker.